# Ficus lacunata
Ficus lacunata là một loài thực vật thuộc họ Moraceae là loài đặc hữu của Ecuador. F. lacunata là một loại cây gỗ mọc tự do cao tới 25 m (82 ft) tại các khu rừng ẩm ở Andes.
Các lá của nó từ gần hình ô van tới hẹp hơn với cấu trúc bóng như da. Các lá này dài khoảng 15–21 cm (6–8 inch) và rộng khoảng 7–10,5 cm (3–4 inch). Các quả dạng quả sung (vả) mọc thành quả đơn lẻ trên cuống ngắn, dài tới 1,1 cm (0,4 inch) và có đường kính 2–2,9 cm (0,8–1,1 inch). Nó sinh sống tại các khu rừng miền núi nhiều mưa ở sườn phía tây dãy núi Andes, trên độ cao khoảng 1.800 tới 2.200 m (5.900 tới 6.600 ft) trên mực nước biển. Nó được IUCN phân loại là Vulnerable (dễ thương tổn) do một thực tế là nó chỉ được ghi nhận ở ba khu vực.
Ficus lacunata là thành viên của phân chi Pharmacosycea. Các thành viên thuộc phân chi này là các cây gỗ mọc tự do. Phần lớn các thành viên của phân chi chính khác tại khu vực Tân nhiệt đới, Urostigma, bắt đầu cuộc sống dưới dạng thực vật bán bì sinh.